# Квинт Волузий Флак Корнелиан
Квинт Волузий Флак Корнелиан (на латински: Quintus Volusius Flaccus Cornelianus) е политик и сенатор на Римската империя през 2 век.
Произлиза от старата фамилия Волузии. През 174 г. Корнелиан е консул заедно с Луций Аврелий Гал.